# アルダの巨大水棲生物たち
アルダの巨大水棲生物たち（アルダのきょだいすいせいせいぶつたち）では、ファンタジー作家J・R・R・トールキンの作品世界中つ国における地球、アルダの海洋に棲息する巨大な生物たちを紹介する。

## 概要
広大なアルダには非常に多くの動物や怪物たちが棲息しており、特に中つ国の外に悠々と広がる大洋 (エッカイア)や湖沼、河川などには自由の民の到達できる圏外の部分も多く、未発見であったりほとんどの自由の民に知られることなく記録にも残らない存在が跋扈していたとされている。それらの中には、自由の民や善無垢なる者らへの害や脅威となりうる者々とそうでない者々が数多く混在していた。原著にて記述が見られるのは数が少なく、以下はそれら特異な者らの中でも巨大な部類であったとされる生物群の一部を列挙したものである。

## トールキンの作品中に登場する個体

### 水中の監視者（Watcher in the water）
先端に指のようなものが付いた緑色の多数の触手を持つ怪物で、詳細不明の時期にモリアの西門周辺部にシランノンが堰き止められてできたダム湖に棲息している。 第三紀にドワーフ族のオインの命を奪い、一つの指輪を滅ぼす途上モリアを通過しようとした旅の仲間が遭遇したことでも有名で、その際フロド・バギンズを水中に引きずり込もうとした。旅の仲間一行がモリアの中に逃げ込むと、触手は扉を締めてしまい西門を塞いでしまった。水の振動を察知して反応して現れると思われ、オインは水面に足を踏み入れたために、旅の仲間はボロミアが水面に投じた石のため（ピーター・ジャクソンの映画ではペレグリン・トゥックの投石のため）に、その姿を現し襲い掛かってきた。この怪物の名の由来はオーリが書いたマザルブルの書による。だがその出自および、指輪戦争以後の動向は不明である。
二次創作品（Iron Crown EnterprisesのMERPやGames WorkshopのThe Lord of the Rings Strategy Battle Gameなど）ではクラーケンと呼ばれている。

### 亀魚（Turtle-Fish）
途方もない大きさを持つカメであり、ほとんどの時間を海上に浮かんでいるという。その際、体の上部のみを水上に出して静止しており、またその大きさと様相から一見すると島に見えるため、知らずに陸地を求めて上陸した者らは後に災禍に見舞われるという。この種の最後の個体は ファスティトカロン（Fastitocalon） と名付けられ、これを詠った同名の一詩が『農夫ジャイルズの冒険』に収録されている『トム・ボンバディルの冒険』に登場する。この大亀がウルモの被造物であったか否かは判明しておらず、また実在していたという確証もない。あくまでホビットの間に知られている詩にその名が出てくるというだけである。ただムマキルのようにホビットの間ではおとぎ話上の存在とされていたが、実はそうではなかった例もあるので、その存在を完全に否定することは出来ない。なお、中つ国世界において ファスティトカロン の名は、上古のエルフ語にて「丸い盾/うろこを持つ亀」を意味する  Aspido-chelōne  から派生した Astitocalon というシャイア・スピーチに由来する。
- 設定は北欧神話や他圏の様々な神話体系に登場する怪物アスピドケロンから由来しており、島のような大きさの亀または鯨や背に巨大なトゲを持つ怪物とされている（アスピドケロンの英語版も参照）[4]。その他、似たような存在は世界中の神話やピノッキオなどのおとぎ話にも登場する。

### ウイン（Uin）
『仔犬のローヴァーの冒険』で初出の巨大なクジラ。魔法使いアルタクセルクセスによっておもちゃの犬に変えられてしまったローヴァーが元に戻るために旅をする際その手助けをしてくれる。中つ国においてはウルモの神獣であり、「最古にして最強の鯨」または「グルマ（＝ウルモ）の巨鯨」とされる巨大なセミクジラ。ウインとは、ノーム（後のノルドールと思われる）の語彙において「鯨」を意味する語であるが元は「波」の意であり、「鯨」を指す本来の単語はウイモス（“波の羊”）である。"moth" は「羊」または「1,000」の意であるが、元は「群れ」の意であると思われる。ウイン自身はアイヌアであるかは不明であるが、たとえば大鷲族のように、非人間型ながらもアイヌアの可能性が疑われる存在は中つ国上に多数見られる。ウルモの使役獣として様々な場面で活躍をしており、ウルモの乗る海上・海中航行用のソリの牽引役や要人の運搬者である。そのほか、クジラ達のリーダーとしてトル・エレッセアの島を大洋ベレガイアの向こうの不死の国として知られるアマンの首都ヴァリノールの沖まで運ぶ大役も担うなど、初期の設定においてはウルモの被造物の中でも特に重要な存在であったことが見受けられる。しかしウインの設定が見られるのは中つ国の歴史シリーズでも極めて初期のもののみで、後の『シルマリルの物語』の原稿・草稿では全くその姿が見られないことから、ウインの設定は破棄され彼の役割はウルモに統合されたものと思われる。
- ウルモの車を牽引する動物には、ウインのほかにイッカクとアシカ（またはトド）もいる。
- 語源の直接の関連性の有無は不明だが、やはりウルモの関係者で海洋や海洋生物に携わるマイアとしてウイネン (Uinen) がおり、両者の名前はよく似ている。なお、ウイネンの夫で暴漢のオッセがトル・エレッセアをウインが運んだ位置から西へ引き戻し、島の欠け落ちた部分がバラール島または現在のアイルランドの地になったという。
- 二次創作物では、鯨類はウルモが直接統治する種族として扱われ、イルカには Ulmodil ("ウルモの友")という呼称が存在する。
- 2020年に、タイセイヨウセミクジラの一頭が特徴的な模様から「ガンダルフ」と命名された[6]。
- スウェーデン語において、ヴァラール（Valar）とはクジラを指す語でもある。

### シーサーペント/ リングウィローキ（Sea Serpents/ Fish-Dragons/ Lingwilóke[7]）
龍の属であり、エルフ語の文献にのみ記録されている存在。シンダリン語では「lhimlug」。生態や出自のほとんど全てが謎に満ちた種族である。そのため、厳密な姿や能力、どれだけの眷属・種類がいたのかも判明していない。原著における中つ国の正史に深くかかわることはないが、Middle-earth Role Playing などの二次創作物では普遍的に見られる存在である。

## トールキンの作品中に登場しない個体

### シーサーペント/ リングウィローキ（二次創作品）
二次創作物では、主に大小二種類に類別される。 Aelinilóke または Rain-drakes (Lake-worms) と呼ばれる、淡水の湖沼のみに棲息する小型の者々と Lingwilóke または True Water-drakes (シーサーペント) と呼ばれ淡水海水に分け隔てなく蔓延る大型の海龍である。「たての湖」にいた Séahmatha という個体がとくに著名であった。口内に複数の歯列を持ち、六枚の鋭い爪をそなえた鰭があり、ソナーのような機能と獲物の弱点を探る機能を持つ臓器を持つという。攻撃は細長い体を使った締め付けや噛み付き、尻尾の一撃のほか、ウォーターボルトという名の強い水流を吐きつけたり、20ノットの速さながら音を立てない隠密水泳が出来るのでその衝撃を攻撃に使ったり出来る。そのほか、サンゴ礁の間や洞窟内をすり抜けられるように体を細めたりもできるが、強い陽光や火（松明を含む）、混乱や麻痺させられる攻撃などを嫌い、浅瀬にはめったに近づかず日中の行動も避けるという。

### おぞましい亀/フェル・タートル（Fell Turtles/ Festitycelyn）
上記の島亀の別呼称として扱われることがあるが、二次創作物に登場する存在であり、体長は15.2メートル（50フィート）程度、海洋のほか大河や湖などにも棲息するとされる。呼称の一つにつく「Fell」という表現は、ナズグルの騎乗の一であるおぞましい獣（Fell-Beast）のと共通するものであり、これらの亀も危険な存在として見られていた。